# Clifton (Illinois)
Pour les articles homonymes, voir Clifton.
Clifton est un village situé dans le comté d'Iroquois, dans l’État de l’Illinois, aux États-Unis. Sa population s’élevait à 1 468 habitants lors du recensement de 2010, estimée à 1 394 habitants en 2016.

## Histoire
Clifton a été fondée en 1857 . Son nom provient du Clifton Hotel à Chicago .

## Source
- (en) Cet article est partiellement ou en totalité issu de l’article de Wikipédia en anglais intitulé « Clifton, Illinois » (voir la liste des auteurs).

1. ↑  Illinois Central Magazine, Illinois Central Railroad Company, 1922 (lire en ligne), p. 45
2. ↑  Gannett, Henry, The Origin of Certain Place Names in the United States, Govt. Print. Off., 1905, 84 p. (lire en ligne)